# Spårjordfly
Spårjordfly (Agrotis vestigialis) är en fjärilsart som beskrevs av Hüfnagel 1766. Spårjordfly ingår i släktet Agrotis och familjen nattflyn. Arten är reproducerande i Sverige. Inga underarter finns listade i Catalogue of Life.

## Bildgalleri

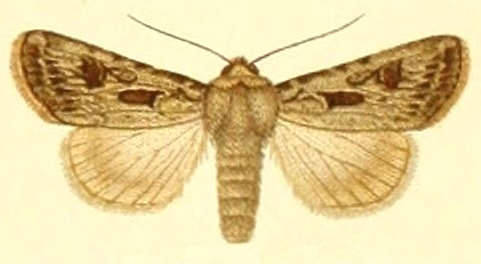
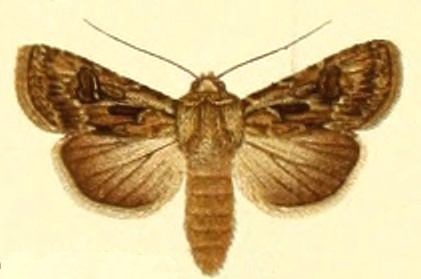